# Arne Runeberg

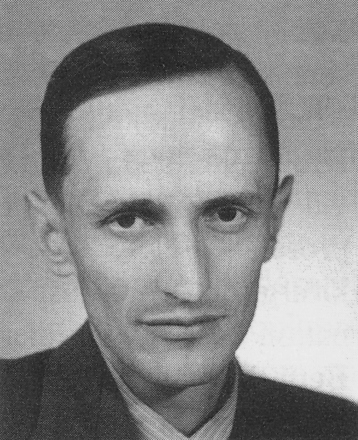
Arne Runeberg.

Sven Arne Runeberg, född 7 april 1912 i Helsingfors, död där 15 november 1979, var en finländsk socialantropolog; lärjunge till Gunnar Landtman och Rafael Karsten. Han var son till Nino Runeberg och bror till Fred Runeberg.
Efter studentexamen 1931 blev Runeberg filosofie magister 1939 och politices doktor 1947. Han var censor vid utlandscensuren 1945–46, lärare vid Krogerup højskole i Humlebæk 1946–48, assistent vid Yhteiskunnallinen korkeakoulus i Tammerfors samhällsvetenskapliga forskningsbyrå 1948–49 och lärare i filosofi vid Grankulla samskola 1951–60. Han var docent i socialantropologi vid Helsingfors universitet från 1956, universitetslektor i sociologi vid socialhögskolan i Umeå 1964–70 och biträdande professor i sociologi vid Helsingfors universitet 1971–79. Han var gästdocent vid Stockholms universitet 1962–64. 